# Chiesa di Sant'Andrea (Campomorone)
La chiesa di Sant'Andrea è un luogo di culto cattolico situato nella frazione di Isoverde, in via Ennio Delmonte, nel comune di Campomorone nella città metropolitana di Genova. La chiesa è sede della parrocchia omonima del vicariato di Campomorone dell'arcidiocesi di Genova.

## Storia

Visuale dell'abside e dei due campanili

Sita nella frazione di Isoverde ed intitolata all'apostolo Andrea è menzionata in un atto notarile del 15 dicembre 1197 anche se alcuni storici collocano al X secolo la probabile edificazione. Un certo prete Alberto è menzionato come primo rettore il 28 aprile 1203. Durante la visita di monsignor Francesco Bossi nel 1582 egli la ritrova parrocchia indipendente. I registri parrocchiali cominciano dal 1598.
Secondo un'epigrafe presente nel presbiterio la sua ricostruzione avvenne molto probabilmente nel 1609, stesso anno dell'ampliamento della chiesa dell'Ascensione di Pietralavezzara. Lo stesso Bernardo Ghiglione, già donatore di fondi per la chiesa di Pietralavezzara, donò al nuovo edificio di Isoverde un tabernacolo in marmo. L'opera maggiore di ampliamento e ricostruzione avvenne però molto più tardi, fra il 1747 e il 1767, quando la chiesa assunse l'attuale aspetto interno a tre navate, come volle l'allora parroco Francesco Pratolongo. Quest'ultimo ottenne dall'arcivescovo di Genova Giuseppe Maria Saporiti, tramite apposito decreto arcivescovile datato al 5 marzo 1767, che la chiesa da tale data fosse nominata Priorato e quindi il suo rettore in priore.
Come la chiesa di Pietralavezzara anche quella di Isoverde il 18 maggio del 1815 ricevette la visita del pontefice Pio VII.

## Descrizione
All'interno massiccia è la presenza e l'uso del marmo verde di Polcevera nonché di affreschi nella volta e nelle pareti laterali; alcuni affreschi sono opera del pittore di Sampierdarena Carlo Orgiero e altri di Luigi Gainotti di Parma.
Nella facciata è presente un affresco raffigurante l'apostolo Andrea di Lazzaro Tavarone.
La chiesa ha due campanili disuguali e non simmetrici.